# Río Pamba
El río Pamba (también llamado río Pampa) es el tercer río más largo del sur de la India en el estado de Kerala y el río más largo del antiguo estado principesco de Travancore. El centro de peregrinación hindú Sabarimala, dedicado al Señor Ayyappan está situado en las orillas del río Pamba.
El río Pamba enriquece las tierras del distrito de Pathanamthitta y el área de Kuttanand en el distrito de Alappuzha.

## Curso
El río se origina en la colina Pulachimalai en la meseta Peerumedu, en los Ghats occidentales a una altitud de 1650 metros y fluye a través de los Taluks de Ranni, Kozhenchery, Tiruvalla, Chengannur, Kuttanad, Karthikapally y Ambalappuzha, finalmente desemboca en el Lago Vembanad. Un famoso templo Anjana está situado cerca de este. El río enriquece los distritos Pathanamthitta y Alappuzha  en el estado de Kerala. Kuttanad es una importante área de cultivos de arroz en Kerala y obtiene el agua de riego desde el río Pamba. La cuenca Pamba está limitada en el este por los Ghats occidentales. El río comparte su frontera norte con la cuenca del río Manimala y en el sur con la cuenca del río Achankovil.

## Afluentes
- Azhuthayar
- Kakkiyar
- Kakkattar
- Kallar
- Perunthenaruvi
- Madatharuvi
- Thanungattilthodu
- Kozhithodu
- Varattar
- Kuttemperoor

## Importancia en el hinduismo
El señor Ayyappan (Suri Dharmasastha) se le apareció al rash Pandalam como un niño en las orillas del río Pamba. El río ha sido venerado como Dakshina Ganga (Ganges del Sur) y los devotos del dios Ayyappan creen que sumergirse en el Pamba es equivalente a bañarse en el río sagrado Ganges. Se cree que bañarse en el río sirve para absolver los pecados y es un requisito antes de comenzar la caminata por el bosque hasta la cima del templo Ayyappan Sabarimala. El río Pamba toma su nombre de la princesa Pamba, hija del dios Suri y protector del ganado y los enamorados.